# Apiterapie
Apiterapie je forma alternativní medicíny s pomocí včel a jejich produktů. Může být použita jako léčba konkrétních problémů nebo jako prevence. Objevitelem moderní apiterapie je Dr. Philipp Terč. V současnosti neexistuje vědecký důkaz nebo studie potvrzující účinnost této terapeutické metody.

## Historie
Z historický záznamů je známo, že ve 12. století byla Karlu Velikému léčena dna včelím jedem, v 17. století zase včelími vpichy léčili revmatismus Ivana Hrozného.
Za zakladatelem moderní apiterapie je považován  Dr. Philipp Terč. Narodil se v Prapořišti na domažlicku jako syn německého otce a české matky roku 1844. Ve Vídni vystudoval medicínu a testoval včelí bodnutí jako terapeutickou metodu. Stěžejní prací je odborné sdělení „Über merkwürdige Beziehung des Bienenstiches zum Rheumatismus“ (O vztahu včelího bodnutí k revmatizmu) v čísle 35 Wiener medizinische Wochenschrift z roku 1888. Následníkem se stal vídeňský lékař MUDr. A. Reiter, autor publikace „Rheumatismus und Bienenstichbehandlung“, který dokázal kriticky zhodnotit přínos apiterapie, a neopomenul varovat před neodborným použitím včelího jedu.

Novější alternativní medicínská praxe je přičítána maďarskému lékaři Bodogovi F. Beckovi, který v roce 1935 vytvořil termín „terapie včelím jedem“ a včelaři Charlesi Mrazovi (1905-1999) v druhé polovině dvacátého století
V roce 1957 ministerstvo zdravotnictví SSSR schválilo používání včelího jedu k léčbě určitých onemocnění schválením práce Nikolaje Arťomova „Pokyny pro použití včelího jedu v apiterapii“. V Bukurešti je od roku 1984 první centrum lékařské apiterapie na světě.

## Včelí produkty
Podle apiterapie je lidskému zdraví prospěšné v podstatě vše, co včely vytvářejí: med, propolis, mateří kašička, pyl, vosk, jed. Mezi produkty nepatří, ale na zdraví, především psychické, má mít kladný vliv i péče o včelstvo.

## Metody

### Orální užití
Např. med do čaje při nachlazení, potravina s medem, s mateří kašičkou, s propolisem.

### Zevní užití
Apiterapistické používání krémů nebo masáží. Nejčastěji se používá medová masáž a regenerační krémy s mateří kašičkou. Přípravky mají regenerovat pokožku, hojit rány, hydratovat.

### Aromaterapie
Jednou z nejjednodušších apiterapeutických metod je inhalace vzduchu ze včelího úlu. Jde o vdechování teplého vzduchu (aerosolu) z úlu přes speciální dýchací masku, obohaceného propolisem, mateří kašičkou, včelím voskem a pylem, který má mít léčivý účinek na řadu níže uvedených problémů. Tato metoda může probíhat od dubna do září.
Inhalace by údajně měla pomáhat lidem s následujícími problémy: bronchitida, astma, alergie, chronická onemocnění plic, náchylnost k infekcím, oslabený imunitní systém, infekce dýchacích cest, chronické bolesti hlavy, migrény, stres, deprese
Podle studie z roku 2021 bylo ve vzduchu z včelího úlu identifikováno 56 těkavých sloučenin. Hojný výskyt kyseliny n-kaprlové, cinnamaldehydu, kyseliny geranové, dekanalu, limonenu, a dalších složek úzce souvisel s jejich protizánětlivými, antiastmatickými a antimikrobiálními účinky. Tyto informace by mohly podpořit platnost užití aromaterapie včelího vzduchu pro léčbu onemocnění dýchacích cest, jako je astma, bronchitida a plicní fibróza, ačkoli v této studii nebyly nalezeny žádné přímé důkazy. Je zapotřebí další výzkum.

### Použití včelího jedu (apitoxinu)

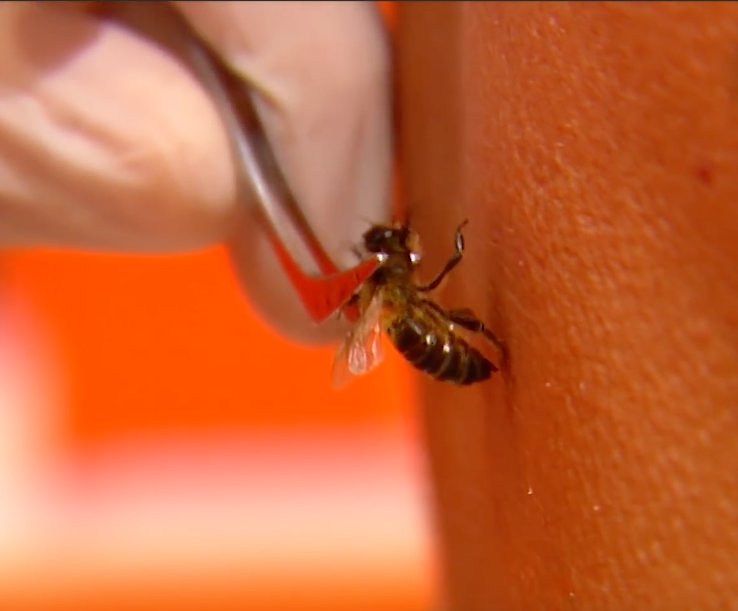
Řízené bodnutí včelou

Aplikace jedu včelím žihadlem – řízené bodnutí včelou. Použití této metody je problematické, neboť včely vytváří pokaždé jiný jed podle toho, odkud berou svoji potravu[zdroj⁠?!]. I dávka může být různě silná.

Apitoxin se skládá z mnoha protizánětlivých sloučenin, jako je melitin, adolapin, apamin. Další látky, jako je fosfolipáza A2, mohou být v nízkých koncentracích protizánětlivé a v jiných prozánětlivé. Včelí jed však obsahuje také prozánětlivé látky, peptid 401 způsobující degranulaci žírných buněk a histamin.

Tato metoda údajně zlepšuje prokrvení, má okamžité prozánětlivé a sekundárně protizánětlivé účinkyVčela medonosná, bolest tišící efektVčela medonosná, ovlivňuje hypofýzokortikální systémVčela medonosná, zpomaluje růst nádorových buněkVčela medonosná a ovlivňuje imunitní systémVčela medonosná. Jedu se využívá jak pro prevenci, tak pro terapii. Metoda má ulevovat pacientům trpícím osteoartrózou krčních obratlů nebo chronickými bolestivými syndromy, zejména bolestmi kostrče, i roztroušenou sklerózou.

#### Apipunktura
Metoda spočívající v přikládání včel do akupunkturních bodů: včela bodne a jed se dostává do krve. Využívá se k léčbě artritidy a astmatu, k zmírnění revmatických obtíží či premenstruačního syndromu.

#### Mikroapipunktura
Moderní verze apipunktury, kdy je žihadlo je odebíráno živé včele a použito k mikrovpichům do kůže klienta. Mikroapipunktura je oproti apipunktuře méně bolestivá a více efektivní (jedno žihadlo se využije pro více vpichů). Používá se např. pro kosmetické použití, stimulaci meridiánů, ošetření jizev, různé bolestivé a zánětlivé stavy, ošetření zánětu dásní aj.

#### Injekční aplikace
V současnosti existuje i metoda injekční, nejšetrnější jak ke včelám, tak k pacientům, kdy se apitoxin získává jemným způsobem, aniž by bylo nutno včelu usmrtit.

## Rizika
Nežádoucí účinky na léčbu apitoxinem jsou časté  a mohou zhoršit průběh roztroušené sklerózy.
Časté vystavení apitoxinu také může vést k artropatii.
U některých osob mohou sloučeniny v jedu působit jako alergeny, což způsobuje spektrum alergických reakcí, které se mohou pohybovat od mírného lokálního otoku až po těžké systémové reakce, anafylaktický šok nebo dokonce smrt.
Každý, kdo podstupuje tuto léčbu, by měl mít u sebe vhodná antihistaminika (léky proti alergii).

### Úmrtí
- Roku 2015 zemřela v Jižní Koreji žena v důsledku aplikace apitoxinu nelicencovaným terapeutem.[23]
- Na počátku roku 2018 zemřela ve Španělsku žena po třech týdnech komatu způsobeným anafylaktickým šokem po podstoupení apipunktury. Tuto léčbu předtím bez problémů podstupovala každé čtyři týdny po dobu dvou let.[23][21][24]

## Výzkum
O účinnosti apitoxinu proti nějaké nemoci neexistuje žádný vědecký důkaz.

Podle National Multiple Sclerosis Society, organizace pomáhající pacientům s roztroušenou sklerózou, 24 týdnů trvající studie neprokázala žádný ústup nemoci, paralýzy nebo únavy pacientů a žádné zlepšení jejich stavu.

Přesto je možné, i když nepravděpodobné, že apiterapie je při léčbě roztroušené sklerózy účinná. Apitoxin obsahuje mnoho biologicky aktivních látek. Jedna nebo více z nich může mít protizánětlivé nebo imunitu ovlivňující účinky.

American Cancer Society varuje, že neexistuje žádná klinická studie, která by ukazovala na účinnost včelího jedu či jiných včelích produktů v léčbě nebo prevenci rakoviny. Věřit tomuto jedinému druhu léčby a vyhýbat se konvenční léčbě nebo ji oddalovat může mít pro zdraví velmi vážné důsledky.

Některé studie poukazují na možné využití apitoxinu, resp. některých jeho složek pro tlumení bolesti.